# The Man Who Cried
The Man Who Cried is een Anglo-Franse film uit 2000, geschreven en geregisseerd door Sally Potter. De hoofdrollen worden vertolkt door Christina Ricci, Cate Blanchett, Johnny Depp, Harry Dean Stanton en John Turturro.
De film vertelt het verhaal van een jong Joods meisje dat, nadat ze gescheiden werd van haar vader in Sovjet-Rusland, opgroeit in Engeland. Als een jonge volwassene verhuist ze naar Parijs (kort voor het begin van de Tweede Wereldoorlog), en dan vlucht naar Amerika als de nazi's intrekken in de Franse hoofdstad.

## Verhaal
Fegele Abramovich (Christina Ricci), een Russisch Joods meisje, is als kind in 1927 gescheiden van haar vader (Oleg Jankovski). Haar vader ging reizen naar Amerika om zijn geluk te zoeken en wil ervoor zorgen dat zijn dochter en haar grootmoeder ook komen. Voordat hij vertrekt, zingt hij in het Jiddisch voor zijn dochter "Je Crois Etendre Encore" uit de opera Les pêcheurs de perles van Georges Bizet. Dit liedje keert weer terug tijdens de film. Nadat haar vader vertrokken is, wordt het Joodse stadje aangevallen en platgebrand in een pogrom. Fegele ontsnapt met de hulp van een paar buren, maar ze komen onderweg enkele obstakels tegen, en wanneer ze bij de dokken staan, wordt Fegele ook nog gescheiden van de jongen die op haar paste. Fegele zit al gauw op een boot die richting Engeland vaart, zonder haar landgenoten. In haar hand houdt ze een foto van haar vader, en in haar zak zit een muntje dat haar grootmoeder haar had gegeven. Dit zijn haar enige bezittingen.
Bij aankomst in Engeland geeft een Engelsman haar de naam Susan en plaatst haar bij pleegouders. Engelse leerlingen op school pesten haar door haar "gypsy" (zigeuner) te noemen, maar ze begrijpt nog niet wat ze zeggen. Een Engelse leraar hoort haar in het Jiddisch het liedje "Je Crois Entendre Encore" zingen en probeert haar op die manier Engels te laten zingen en spreken. Wanneer Suzie wat langer op school zit, zingt ze het liedje "Dido's Lament" voor een schooloptreden.
Enkele jaren verstrijken, en Suzie doet auditie voor een zingende en dansende groep die richting Parijs gaan. In Parijs ontmoet ze een oudere Russische danseres, Lola (Cate Blanchett), en ze delen een appartement als vriendinnen. Op een formeel feestje dansen beide vrouwen naast de mysterieuze ruiter Cesar (Johnny Depp), een zigeuner die weinig zegt, maar al snel een goede band opbouwt met Suzie. Na hun optreden buiten horen ze een prachtige tenorstem die "Je Crois Entendre Encore" zingt. Die stem is van Dante (John Turturro), een Italiaanse operazanger die meteen Lola's blik vangt. Lola valt voor zijn charmes, en is verleid door zijn fortuin en succes.
Na een tijdje zitten Dante, Lola, Suzie en Cesar allemaal bij een operagezelschap dat geregisseerd wordt door Felix Perlman (Harry Dean Stanton). Dante blijkt een groot volger te zijn van Mussolini: dit vervreemdt hem nog meer van Suzie als hij Lola's geliefde wordt. In de tussentijd voelt Suzie zich sterk aangetrokken tot Cesar, en hij stelt haar voor aan zijn "familie" (eigenlijk zijn hele "stam"). Deze band verandert al snel in liefde als Suzie langer met Cesar en zijn familie omgaat.
Op een dag is Dante door Suzies spullen aan het neuzen nadat hij met Lola heeft geslapen in haar appartement en vindt daar een foto van Suzies vader, de foto die ze al had vanaf haar kindertijd, en haar Joodse afkomst verraadt. Suzie komt hierachter, en is bezorgd. Een oudere Joodse buurvrouw die onder hun woont, Madama Goldstein (Miriam Karlin) weet ook dat Suzie Joods is en waarschuwt haar voor de gevaren die op de loer liggen als de nazi's Polen veroveren.
Het volgende jaar, als de nazi's Frankrijk veroveren, worden Joden gevangengenomen door de nazi's. Madame Goldstein wordt meegenomen in een zwarte auto, en Suzie kijkt hier in shock naar.
Met de dreigende invasie van Parijs door de nazi's, neemt het publiek bij de shows af, en de enige leden van de cast zijn Dante en Suzie. Dante probeert Suzie te verleiden, maar Suzie wijst hem af. Hij wordt boos over haar afkomst en haar relatie met Cesar, wiens afkomst hij ook versmaadt. Felix Perlman, de regisseur van de voorstelling verdedigt haar; hij herinnert Dante eraan dat Mussolini waarschijnlijk gaat samenwerken met de nazi's, en dan dus Dantes eigen positie in Parijs onzeker is. Hij herinnert Dante er ook aan dat hij zelf een Jood is, en vertelt hem dat de voorstelling voorgoed stopt. Sinds Dantes leven draait om zingen is hij des te meer geschokt van deze mededeling, en hij gaat daarom ook naar de kerk om te bidden. Om te bidden dat de Duitsers winnen, zodat hij misschien weer een kans krijgt om een beroemde zanger te worden. De nazi's treden Parijs binnen en de volgende morgen is het leger van verre te horen.
Dante wordt gedwongen om zijn baan als minstreel weer op te pakken, om weer op te treden in dezelfde weelderige kamer, al zingend "Je Crois Entendre Encore", zoals hij deed voordat hij Suzie en Lola ontmoette. Dante onthult aan de nazi's dat Suzie een Jood is. Lola hoort dit verraad en informeert Suzie dat zij in gevaar is en Parijs moet verlaten. Lola heeft ook besloten Dante te verlaten en heeft kaartjes gekocht voor Suzie en haarzelf voor een boot op weg naar Amerika.
Dezelfde nacht tijdens een feestje van Dante vallen de Duitsers het zigeunerdorpje aan en vermoorden een kind. Als Cesar naar het appartement van Suzie gaat om afscheid te zeggen, laat Suzie haar verlangen zien om te blijven en Cesar te helpen met vechten, maar hij vertelt haar dat ze moet vluchten en haar vader moet zoeken. Ze hebben een liefelijke avond samen. Vroeg in de morgen, wanneer Suzie in zijn armen slaapt, snikt Cesar zachtjes. Later op de ochtend lijkt hij te slapen, als Suzie uit zijn armen glipt, het muntje van haar grootmoeder in zijn zak stopt, en stilletjes de kamer verlaat. Hij opent zijn ogen als zij weg is, waarmee hij onthult dat hij al die tijd wakker was.
Suzie en Lola vertrekken naar Amerika, en Suzie zingt tijdens het diner van de gasten (Gloomy Sunday). Tijdens dit diner vindt Lola een nieuwe minnaar in een oudere man. Die nacht wordt het schip aangevallen en zinkt het, een gebeurtenis die veel voorkwam in die tijd. Lola sterft, maar Suzie wordt gered van het brokstuk door een passerende boot en wordt meegenomen naar New York.
Suzie zoekt naar haar vader en komt erachter dat hij zijn naam heeft veranderd, is gestopt met zingen en naar het westen is verhuisd nadat hij hoorde van de aanval op zijn dorpje in Rusland, waarbij hij aanneemt dat iedereen uit zijn familie gedood is. Suzie gaat naar Hollywood waar haar vader werkte en komt erachter dat hij een nieuw gezin heeft en stervende is. Zij gaat naar het ziekenhuis, loopt langs zijn nieuwe vrouw en kinderen die buiten zijn kamer staan te wachten, en wordt herenigd met haar vader. Hij herkent haar en laat merken dat hij het fijn vindt dat zij is gekomen. Zij gaat zitten op de rand van zijn bed en zingt "Je Crois Entendre Encore" in het Jiddisch voor hem, terwijl de tranen over haar wangen lopen.

## Cast
| Acteur              | Personage          |
| ------------------- | ------------------ |
| Christina Ricci     | Suzie              |
| Oleg Jankovski      | de vader van Suzie |
| Claudia Lander-Duke | de jonge Suzie     |
| Cate Blanchett      | Lola               |
| Miriam Karlin       | Madame Goldstein   |
| Johnny Depp         | Cesar              |
| Harry Dean Stanton  | Felix Perlman      |
| John Turturro       | Dante Dominio      |

De zang voor de karakters Dante en Suzie werden gedaan door Salvatore Licitra en Iva Bittova.

## Productie
Een scène werd op locatie gefilmd op het plein Place de la Harengerie in de Franse stad Pontoise.

## Prijzen
Gewonnen
- National Board of Review: NBR Award; beste vrouwelijke bijrol, Cate Blanchett; 2011.
- Chlotrudis Awards, Massachusetts: Publieksprijs; beste vrouwelijke bijrol, Cate Blanchett; 2002.
- Florida Film Critics Circle Awards: FFCC Award; beste vrouwelijke bijrol, Cate Blanchett; 2002.

Nominaties
- Filmfestival van Venetië: Gouden Leeuw, Sally Potter; 2000.